# Allesverloren

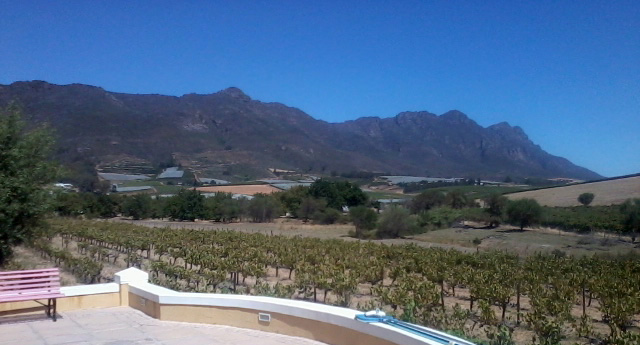
Blick auf den Kasteelberg, an dessen Fuß das Weingut und die Anbauflächen liegen

Allesverloren (alternativ als Allesverloren Estate oder Allesverloren Wine Estate bezeichnet) ist ein südafrikanisches Weingut. Es befindet sich am Fuß des Kasteelbergs zwischen den Ortschaften Riebeek West und Riebeek Kasteel in der Lokalgemeinde Swartland.
Allesverloren zählt zu den ältesten Weingütern der Region Swartland und gehörte zu den ersten Anbietern eines Shiraz in Südafrika.

## Geschichte
Das Gebiet des heutigen Weinguts wurde zu Beginn des 18. Jahrhunderts von Willem Adriaan van der Stel, dem damaligen Gouverneur der Kapkolonie, an eine Witwe aus der Siedlerfamilie Cloete verkauft, welche auf dem Land eine Farm errichtete. Um ihre Waren zu verkaufen und um Besorgungen zu erledigen, waren zum Teil längere Fahrten in die umliegenden Ortschaften notwendig. Während die Besitzerin im Jahr 1704 auf einer solchen Fahrt war, wurde die Farm überfallen und niedergebrannt. Die Siedler beschlossen, das Anwesen wieder aufzubauen; zum Gedenken an das Geschehene wurde es „Allesverloren“ genannt. In den folgenden Jahrzehnten begannen die Farmer, Wein anzubauen. Der erste Allesverloren-Wein wurde 1806 hergestellt, die hauptsächliche Nutzung der Farm blieb jedoch zunächst der Weizenanbau.
Im Jahr 1872 wurde die Farm Allesverloren an die Familie Malan verkauft. Daniel François Malan, der Vater des späteren (nach ihm benannten) südafrikanischen Premierministers Daniel François Malan, begann mehr und mehr, den Getreideanbau zu verringern und auf der Farm Wein anzubauen. Sein Enkel, Daniel François de Merindol Malan, wandelte Allesverloren schließlich in ein reines Weingut um. In Zusammenarbeit mit einem Professor der Landwirtschaftlichen Fakultät der Universität Stellenbosch, C. J. Theron, wurden 1939 erstmals portugiesische Rebsorten angebaut und die Produktion von Dessertweinen begann. In den 1950er Jahren war Allesverloren für seine Portweine überregional bekannt. Als die Nachfrage nach solchen Süßweinen in den 1960er Jahren rückläufig wurde, konzentrierte sich Stephanus „Fanie“ François Malan, der Sohn Daniel François de Merindols und seit 1961 Inhaber des Weinguts, auf die Herstellung von traditionell gekelterten, trockenen Rotweinen.
Die Anbaufläche wurde im Lauf der Jahrzehnte auf über 200 Hektar erweitert. Allesverloren ist bis in die Gegenwart in Besitz der Familie Malan. Seit 2003 leitet Daniel „Danie“ François Malan, der seit 1990 als Winzer tätig ist, in fünfter Generation das Weingut.

## Sortiment
Das Weingut Allesverloren produzierte bis 2017 ausschließlich Rotweine. Vor allem die Rebsorten Shiraz, Tinta Barroca, Tinta Roriz, Cabernet Sauvignon und Touriga Nacional bestimmen das Sortiment. Bis 2012 wurde in Südafrika ein Portwein unter dem Namen Allesverloren Port angeboten. Da die Bezeichnungen „Portwein“ und „Port“ jedoch durch internationale Verordnungen als Ursprungs- bzw. Herkunftsbezeichnungen geschützt wurden, wird dieser Wein seither unter dem Label Allesverloren Fine Old Vintage produziert.
Im Jahr 2017 wurde mit dem Allesverloren Chenin Blanc zum ersten Mal seit Bestehen des Weinguts ein Weißwein ins Sortiment aufgenommen.

## Auszeichnungen (Auswahl)
- 1989: Auszeichnung für den Allesverloren Shiraz auf der Vinexpo in Bordeaux[9]
- 1998: Ernennung von Danie Malan zum südafrikanischen Winzer des Jahres[9]
- 2000: Peter Schultz Award für Exzellenz in Portproduktion für den Allesverloren Port auf dem Calitzdorp Port Festival[10]
- 2003: zweifache Gold-Auszeichnung des Allesverloren Shiraz bei den Veritas-Awards in Südafrika[10]
- 2010: „Gyllene Glaset“ (deutsch Goldenes Glas; schwedische Auszeichnung für Weinproduzenten) für Danie Malan[11]

## Sonstiges
Auf dem Weingut Allesverloren wird jeden Monat unter dem Namen The Village Market ein Markt abgehalten, bei dem einheimische Landwirte, Händler, Handwerker und Künstler ihre Waren und Produkte anbieten und der neben Einwohnern vor allem auch Touristen in der Region ansprechen soll.
Weine des Guts Allesverloren sowie die Geschichte der Entstehung des Namens tauchen in den Romanen Hummeldumm (2010) und Überman (2012) des deutschen Autors Tommy Jaud auf. Daraufhin wurden in Deutschland vereinzelt Signierstunden abgehalten, die Jaud gemeinsam mit dem Weingut veranstaltete.